# Hypatopa inunctella
Hypatopa inunctella é uma espécie de mariposa do gênero Hypatopa pertencente à família Coleophoridae.